# Castle Douglas
Castle Douglas (Caisteal Dhùghlais en gaélique (gd)) est une ville écossaise située dans la région de Dumfries and Galloway.
Elle est célèbre pour avoir sur son territoire le Château de Threave.

## Histoire
Castle Douglas a été fondé en 1792 par William Douglas, qui affirmait mais n'avoir aucun lien étroit avec l'ancien château des Douglases de Threave. Il avait gagné son argent dans un "commerce américain" et créé une ville planifiée sur les rives du Carlingwark Loch. La disposition de la ville est basée sur le modèle de plan en grille des rues utilisé dans la "New Town" d'Édimbourg, construite à la même époque. Sir William Douglas a également créé un certain nombre d’industries à Castle Douglas, notamment des usines de coton tissé à la main, à partir de laquelle Cotton Street tire son name.
La bibliothèque de Castle Douglas, située sur la colline du marché, a été conçue par l'architecte George Washington Browne et a ouvert ses portes en 1904 grâce au financement d'Andrew Carnegie, industriel et philanthrope écossais-américain.

## Sports
La ville abrite le club de football de Threave Rovers (en) qui évolue en Lowland Football League.

## Personnalités
- Sir William Douglas (1745-1809), fondateur du bourg de Castle Douglas. Enterré dans le mausolée de Douglas sur Kelton Hill surplombant la ville.
- Robert Burns a passé la nuit ici, au Carlinwark Inn, au cours de sa 'Tournée à Galloway'. De là, il écrivit une lettre à Mme Dunlop à Ayrshire le 25 juin 1794, qui commençait par "D'une auberge solitaire...".
- Charles Dickens  a rendu visite à l’antiquaire et auteur Joseph Train, écossais, FSA (1779-1852) chez lui, à Lochvale Cottage, et l’a écrit dans son périodique Household Words,  n ° 173 juillet 1853, paru après la mort de Train. Une plaque commémorative en marbre commémorant sa vie et son amitié avec Sir Walter Scott se trouve à la mairie de Castle Douglas.
- James Clerk Maxwell, 1831-1879, physicien et auteur du Traité sur l'électricité et le magnétisme, 1873. Maxwell résida à Glenlair, sa maison à la compagne, Il mourut en 1879 et fut enterré dans le cimetière de l'eglise de Parton. Son travail a influencé Albert Einstein qui a gardé une photo encadrée de lui sur son mur d'étude.
- Samuel Rutherford Crockett, 1859-1914, auteur de The Raiders et de nombreuses autres œuvres de fiction historique, a vécu au 24 Cotton Street, Castle Douglas et a fréquenté l’école Cowper's School également à Cotton Street.  Il est mort à Tarascon sur Rhône en France en 1914.
- Kay Mander  (1915 –2013) était un réalisateur de documentaires et un spécialiste de la continuité du tournage, a travaillé avec François Truffaut sur Fahrenheit 451. Dans ses dernières années, elle vécut à Castle Douglas.
- Arthur Smith, joueur de rugby et international écossais